# Marie Windsor
Marie Windsor, född 11 december 1919 som Emily Marie Bertelson i Marysvale i Utah, död 10 december 2000 i Beverly Hills i Kalifornien, var en amerikansk filmskådespelare. Marie Windsor spelade starka oberoende kvinnor i ett stort antal noirfilmer, bland andra klassikerna Hasard (Force of Evil), mot James Garner 1952, Spelet är förlorat (The Killing), mot Sterling Hayden 1956 och Mord på tåg 63 (The Narrow Margin) 1952.
Windsor spelade i ett 70-tal filmer mot bland andra framträdande skådespelare som Marlon Brando och David Niven i Bedtime Story 1964 och George Raft i Utpost i Marocko (Outpost in Morocco) 1949. Hon gjorde även hundratals framträdanden i mängder av TV-serier som  Krutrök, Fantasy Island, Perry Mason, Bröderna Cartwright med flera. 1987 valdes hon av Los Angeles dramakritiker till bästa aktris för sina insatser i The Bar Off Melrose.
I början av sin karriär från 1940 spelade hon med i cirka 300 radiodraman och efter att ha gjort en femme fatale-roll i Broadwaypjäsen "Follow the Girls" fick hon ett filmkontrakt av Metro Goldwyn Mayer 1949.
Marie Windsors medverkan i ett stort antal lågbudgetfilmer, som Outlaw Women 1952, Swamp Women 1956 och andra, fick till följd att hon av pressen dubbades till Queen of the B's.